# Bustina

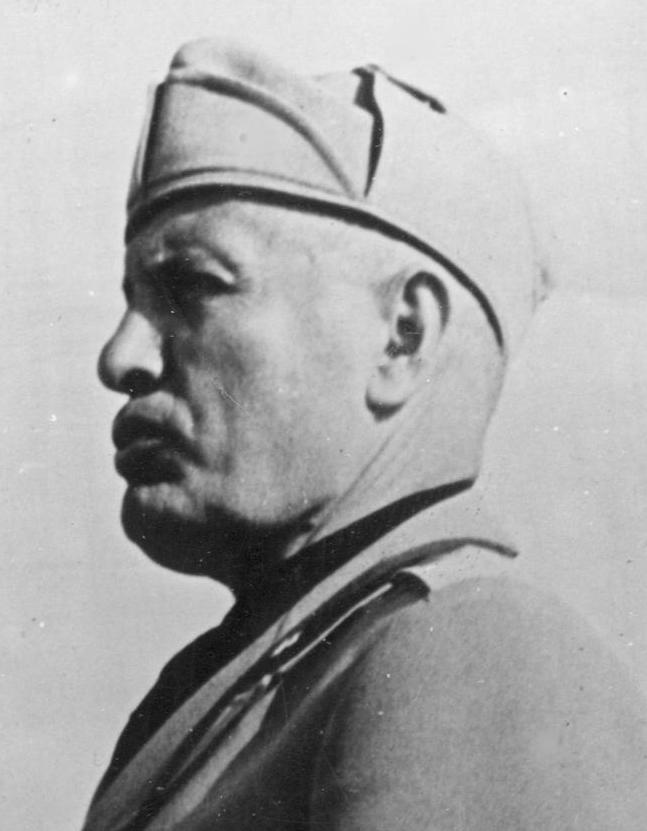
Bustina

Bustina – włoska czapka polowa (furażerka wojskowa), zaprojektowana u progu lat 30. XX wieku przez Federica Caproniego. Charakteryzował ją podniesiony do góry daszek oraz nauszniki zapinane na guzik lub klamerkę po lewej stronie. Z przodu zazwyczaj naszywano godło danej formacji lub liść wawrzynu (alpini).
Stosowano ją powszechnie w wojskach lądowych faszystowskich Włoch (bersalierzy, piechota, alpini, spadochroniarze, jednostki Milicji Faszystowskiej oraz "arditi").  Po wojnie kontynuowano jej użycie w armii włoskiej aż do połowy lat 50.